# Dusica
Dusica – potok, dopływ Kocońki. Cała jego zlewnia znajduje się w Beskidzie Małym. Potok wypływa spod południowo-wschodnich stoków grzbietu łączącego Smrekowicę z Łamaną Skałą i spływa w południowo-wschodnim kierunku doliną, której orograficznie prawe zbocza tworzy grzbiet Mladej Hory, a lewe grzbiet Smrekowicy z wierzchołkiem Pośredniego Gronia. W miejscowości Las przepływa pod drogą wojewódzką nr 946 i uchodzi do Kocońki jako jej lewy dopływ. Następuje to na wysokości około 480 m.
Dusica w górnym swym biegu spływa przez porośniętą lasem dolinę, w dolnym wypływa na bezleśne i zabudowane osiedla miejscowości Las. W lesie spływa głębokim wąwozem o stromych ścianach, w których znajdują się odsłonięcia łupków, piaskowców i zlepieńców budujących Mały Beskid. W niektórych miejscach na potoku znajdują się bystrza, baniory i niewielkie wodospady. Największy z nich to wodospad Dusiołek o wysokości około 3 m. Około 100 m powyżej niego, w bukowo-jodlowym lesie znajduje się Jaskinia Komonieckiego. Z płyty przykrywającej ogromny jej otwór wlotowy również spływa strumyczek tworzący dość wysoki wodospad. Przy niskim poziomie wody w potoku jest on ledwie kapiący, ale po większych opadach to spory wodospad.
Wzdłuż potoku Dusica nie prowadzi żaden szlak turystyczny, z miejscowości Las dnem i zboczami potoku prowadzi jednak droga leśna.